# 400 mètres nage libre masculin aux championnats du monde de natation 2024
Cet article traite de l'épreuve masculine. Pour la compétition féminine, voir 400 mètres nage libre féminin aux championnats du monde de natation 2024.
Le 400 mètres nage libre masculin est une épreuve de natation sportive des championnats du monde de natation 2024. Elle a lieu le 11 février 2024 à Doha au Qatar.

## Records
Avant cette compétition, les records dans cette discipline étaient :
| Record du monde       | 3 min 40 s 07 | Paul Biedermann | 26 juillet 2009 | Rome, Italie |
| Record du championnat | 3 min 40 s 07 | Paul Biedermann | 26 juillet 2009 | Rome, Italie |

## Résultats détaillés
Les 8 meilleurs temps se qualifient en finale (Q).

### Séries
| Rang | Série | Ligne | Nageur                | Pays                        | Temps       | Commentaire        |
| ---- | ----- | ----- | --------------------- | --------------------------- | ----------- | ------------------ |
| 1    | 6     | 5     | Elijah Winnington     | Australie                   | 3:44.37     | Q                  |
| 2    | 5     | 4     | Lukas Märtens         | Allemagne                   | 3:44.77     | Q                  |
| 3    | 6     | 3     | Kim Woo-min           | Corée du Sud                | 3:45.14     | Q                  |
| 4    | 6     | 2     | Daniel Wiffen         | Irlande                     | 3:45.52     | Q                  |
| 5    | 5     | 3     | Felix Auböck          | Autriche                    | 3:45.53     | Q                  |
| 6    | 5     | 5     | Guilherme Costa       | Brésil                      | 3:46.03     | Q                  |
| 7    | 5     | 0     | Lucas Henveaux        | Belgique                    | 3:46.15     | Q, Record national |
| 8    | 4     | 6     | Victor Johansson      | Suède                       | 3:46.20     | Q, Record national |
| 9    | 4     | 5     | David Aubry           | France                      | 3:46.40     |                    |
| 10   | 5     | 7     | Zhang Zhanshuo        | Chine                       | 3:46.46     |                    |
| 11   | 5     | 8     | Kristóf Rasovszky     | Hongrie                     | 3:46.77     |                    |
| 12   | 6     | 1     | David Johnston        | États-Unis                  | 3:46.99     |                    |
| 13   | 6     | 8     | Fei Liwei             | Chine                       | 3:47.06     |                    |
| 14   | 6     | 0     | Matteo Ciampi         | Italie                      | 3:47.23     |                    |
| 15   | 6     | 6     | Antonio Djakovic      | Suisse                      | 3:47.81     |                    |
| 16   | 5     | 1     | Sven Schwarz          | Allemagne                   | 3:47.82     |                    |
| 17   | 6     | 4     | Ahmed Hafnaoui        | Tunisie                     | 3:48.05     |                    |
| 18   | 5     | 9     | Alfonso Mestre        | Venezuela                   | 3:48.38     |                    |
| 19   | 3     | 5     | Krzysztof Chmielewski | Pologne                     | 3:48.71     |                    |
| 20   | 6     | 7     | Danas Rapšys          | Lituanie                    | 3:48.72     |                    |
| 21   | 4     | 9     | Khiew Hoe Yean        | Malaisie                    | 3:49.14     |                    |
| 22   | 4     | 2     | Kregor Zirk           | Estonie                     | 3:49.34     |                    |
| 23   | 5     | 6     | Petar Mitsin          | Bulgarie                    | 3:49.43     |                    |
| 24   | 5     | 2     | Marco De Tullio       | Italie                      | 3:49.44     |                    |
| 25   | 4     | 3     | Ahmed Jaouadi         | Tunisie                     | 3:49.85     |                    |
| 26   | 4     | 1     | Ilia Sibirtsev        | Ouzbékistan                 | 3:50.09     |                    |
| 27   | 4     | 7     | Jon Joentvedt         | Norvège                     | 3:50.71     |                    |
| 28   | 4     | 8     | Lorne Wigginton       | Canada                      | 3:50.91     |                    |
| 29   | 3     | 4     | Carlos Quijada        | Espagne                     | 3:52.86     |                    |
| 30   | 3     | 2     | Glen Lim Jun Wei      | Singapour                   | 3:52.91     |                    |
| 31   | 4     | 4     | Vlad Stancu           | Roumanie                    | 3:52.97     |                    |
| 32   | 3     | 1     | Dylan Porges          | Mexique                     | 3:53.11     |                    |
| 33   | 3     | 6     | Juan Morales          | Colombie                    | 3:54.22     |                    |
| 34   | 2     | 5     | Samuel Kostal         | Slovaquie                   | 3:54.78     |                    |
| 35   | 6     | 9     | Logan Fontaine        | France                      | 3:55.60     |                    |
| 36   | 3     | 3     | Emir Batur Albayrak   | Turquie                     | 3:56.34     |                    |
| 37   | 3     | 7     | Sašo Boškan           | Slovénie                    | 3:56.38     |                    |
| 38   | 2     | 4     | Loris Bianchi         | Saint-Marin                 | 3:58.47     |                    |
| 39   | 3     | 9     | Rafael Ponce de León  | Pérou                       | 3:59.63     |                    |
| 40   | 4     | 0     | Nguyễn Huy Hoàng      | Viêt Nam                    | 4:02.13     |                    |
| 41   | 2     | 3     | Omar Abbass           | Syrie                       | 4:03.21     |                    |
| 42   | 1     | 1     | Matheo Mateos         | Paraguay                    | 4:04.14     |                    |
| 43   | 2     | 2     | Nikola Ǵuretanoviḱ    | Macédoine du Nord           | 4:04.76     |                    |
| 44   | 2     | 0     | Nasir Hussain         | Népal                       | 4:05.65     |                    |
| 45   | 2     | 9     | Ridhwan Mohamed       | Kenya                       | 4:06.44     |                    |
| 46   | 2     | 6     | Alberto Vega          | Costa Rica                  | 4:06.89     |                    |
| 47   | 1     | 4     | Xavier Ventura        | Salvador                    | 4:07.35     |                    |
| 48   | 2     | 1     | Mal Gashi             | Kosovo                      | 4:08.51     |                    |
| 49   | 2     | 8     | Liggjas Joensen       | Îles Féroé                  | 4:08.59     |                    |
| 50   | 3     | 0     | Tonnam Kanteemool     | Thaïlande                   | 4:09.41     |                    |
| 51   | 1     | 5     | Khaled Alotaibi       | Koweït                      | 4:14.64     |                    |
| 52   | 1     | 7     | Mahmoud Abu Gharbieh  | Palestine                   | 4:15.85     |                    |
| 53   | 3     | 8     | Ryan Barbe            | Maroc                       | 4:16.08     |                    |
| 54   | 1     | 6     | Kaeden Gleason        | Îles Vierges des États-Unis | 4:17.52     |                    |
| 55   | 1     | 3     | Mohammed Al-Zaki      | Arabie saoudite             | 4:21.18     |                    |
| 56   | 1     | 2     | Mohamed Shiham        | Maldives                    | 4:31.96     |                    |
| -    | 2     | 7     | Gerald Hernández      | Nicaragua                   | Non partant | Non partant        |

### Finale
| Rang               | Ligne | Nageur            | Pays         | Temps         | Commentaires    |
| ------------------ | ----- | ----------------- | ------------ | ------------- | --------------- |
| Médaille d'or      | 3     | Kim Woo-min       | Corée du Sud | 3 min 42 s 71 |                 |
| Médaille d'argent  | 4     | Elijah Winnington | Australie    | 3 min 42 s 86 |                 |
| Médaille de bronze | 5     | Lukas Martens     | Allemagne    | 3 min 42 s 96 |                 |
| 4                  | 7     | Guilherme Costa   | Brésil       | 3 min 44 s 22 |                 |
| 5                  | 1     | Lucas Henveaux    | Belgique     | 3 min 44 s 61 | Record national |
| 6                  | 8     | Victor Johansson  | Suède        | 3 min 45 s 87 | Record national |
| 7                  | 6     | Daniel Wiffen     | Irlande      | 3 min 46 s 75 |                 |
| 8                  | 2     | Felix Auboeck     | Autriche     | 3 min 51 s 60 |                 |